# Tranquilão
Tranquilão é um bairro do município brasileiro de Coronel Fabriciano, no interior do estado de Minas Gerais. Localiza-se no distrito Senador Melo Viana, estando situado no Setor 6. Segundo o censo demográfico de 2022, realizado pelo Instituto Brasileiro de Geografia e Estatística (IBGE), sua população era de 407 habitantes e havia 142 domicílios particulares permanentes ocupados.
De acordo com o IBGE, em 2010 a população era de 404 habitantes e havia 130 domicílios particulares.
O bairro surgiu após a área ser loteada pela Urbanizadora Melo Viana Ltda. na década de 1970. A denominação recebida é uma referência ao personagem Tranquilão, de um comercial da Caixa Econômica Federal, e foi sugerido por Nyssio Dias Luz, antigo dono da imobiliária.